# 1093 (عدد)
ألف وثلاثة وتسعون 1093 هو عدد صحيح، يلي العدد 1092 ويسبق العدد 1094.

## في الرياضيات

### خصائص
- عدد طبيعي.[3]
- عدد فردي.[4][5]
- عدد موجب،[6] السالب منه هو -1093.[7]

## في التاريخ
- 1093 هـ هي سنة في التقويم الهجري.
- هي سنة 1093 م في التقويم الميلادي.

## وصلات خارجية
الأعداد الصاتمة، ديوان اللغة العربية.